# Milliónyi kicsi szál
A Milliónyi kicsi szál (A Million Little Fibers) a South Park című rajzfilmsorozat 144. része (a 10. évad 5. epizódja). Elsőként 2006. április 19-én sugározták az Egyesült Államokban. Magyarországon 2007. november 3-án mutatta be az MTV.
Az epizód rendhagyó módon teljes egészében Törcsire, a beszélő törülközőre összpontosít, a főszereplő gyerekek ezúttal nem szerepelnek a történetben.

## Cselekmény
|  | Alább a cselekmény részletei következnek! |

Törcsit munka közbeni drogozás és a vendégek iránt tanúsított nem megfelelő viselkedés miatt kirúgják éttermi állásából, ezért bedrogozott állapotban előáll azzal az ötlettel, hogy megírja emlékiratait és azt publikáltatja is; a kiadó viszont elutasítja, mivel szerinte egy törülköző története nem érdekelné az embereketTörcsi ezért úgy dönt, hogy megváltoztatja az emlékiratokat, felveszi a Steven McTörcsi nevet és álruha segítségével embernek adja ki magát. Ekkor meghívják az Oprah Winfrey Show-ba, mert Oprah támogatja Törcsi könyvét. Időközben Oprah nemi szerve, Mingey dühös lesz, mert az agyonhajszolt Oprah már soha nem figyel rá. Gary, Oprah végbélnyílása szintén elégedetlen, ezért összejátszik Mingeyvel, hogy Oprah neki is több figyelmet tudjon szentelni. Mingey rájön, hogy Törcsi nem emberi lény, ezért felhívja Geraldo Rivera műsorvezetőt és átadja neki az információt (mivel azt reméli, a botrány után Oprah elveszíti állását és így többet foglalkozik majd vele). Amikor Törcsi a Larry King Live című műsorba is fellép, Geraldo Rivera élő adásban bejelentkezik Afganisztánból, és felfedi, hogy a könyv szerzője egy törülköző.
Amikor az igazság kiderül, Oprah nem érti a felháborodást, mert a könyv a hazugság ellenére is rengeteg ember életén segített. Mikor a tömeg összegyűl és dühödt tiltakozásba kezd, Oprah ismét meghívja Törcsit, hogy az mindenkinek elmagyarázhassa, a trükkel csupán érthetőbbé akarta tenni a könyvét. Oprah azonban dühösen félbeszakítja a mondanivalóját és felkéri a közönséget, hogy lincselje meg Törcsit (ez természetesen veszélyezteti Mingey és Gary tervét). Törcsit sarokba szorítják egy banknál, de Oprah alsónadrágján keresztül a kétségbeesett Mingey megragad egy revolvert, mellyel túszokat ejt és lelő egy rendőrt. Követelőzni kezd, mert Franciaországba akar szökni (Gary mindig látni akarta Párizst). Gary megpróbálja jobb belátásra bírni Mingeyt, de ő ezt elutasítja, mivel már egy rendőrt is megölt. Törcsi próbál kitalálni valamit, hogy a túszokat biztonságba vihesse, de azt is felismeri, hogy bármilyen „beszívott” csak bajba keverné.
Törcsi arra a megoldásra jut, hogy a laposságát kihasználva bejut a bankba és az ajtót belülről kinyitva biztonságba helyezi a túszokat. A mesterlövészek ekkor tüzet nyitnak Oprah altestére, de véletlenül Gary-t találják el Mingey helyett. Mingey a legjobb és egyetlen barátja halála miatt maga felé fordítja a fegyvert és csatlakozik az elhunyt Garyhez. Oprah-t beviszik a kórházba, Törcsi pedig megtanulja, hogy a jó ötletekhez kiagyalásához nem kell drogoznia – de ha már használható ötlete támadt, akkor jutalomból nyugodtan „betéphet”.

## Fogadtatás
Az IGN kritikusa, Eric Goldman tízből csupán három pontot adott az epizódnak, indoklása szerint: „Ez a rész egyszerűen nem nevettetett meg. Vontatott volt és gyakran esetlen benyomást keltett”. Hozzátette, hogy nem bánta a főszereplők hiányát, de ez nem adott hozzá semmi pluszt az epizódhoz a nézők számára. Adam Finley a TV Squad-tól azt írja, hogy Gary és Mingey jelenetei elcsépeltnek tűntek, egy korai évadban még megállták volna a helyüket. Mindamellett Finley dicsérte az epizódnak az évad korábbi részeihez képest könnyedebb hangvételét és Geraldo Rivera ábrázolását.

## Külső hivatkozások
- Milliónyi kicsi szál Archiválva 2008. július 15-i dátummal a Wayback Machine-ben a South Park Studios hivatalos honlapon
- Milliónyi kicsi szál az Internet Movie Database oldalon (angolul)